# 白垩纪陆地革命
白垩纪陆地革命（英語：Angiosperm Terrestrial Revolution，简称KTR）也称被子植物陆地革命（简称ATR），是指白垩纪中晚期（1.25亿至8000万年前）因被子植物（开花植物）的兴盛而相应引发的传粉昆虫（特别是鳞翅目的各种蝶类和膜翅目的花蜂类）与之共同演化、以及连带着使得当时处于食物网中下层的各种有食虫/食蜜/食果习性的哺乳类、鸟翼类、有鳞爬行类、滑体两栖类和结网蛛类等中小型陆生动物也随即出现快速多样化的演化辐射事件。在白垩纪末大灭绝导致几乎所有体重超过25（55磅）的陆生动物（主要为非鸟恐龙和翼龙）集群灭绝后，这些因被子植物繁盛而兴起的动物类群因普遍体型较小且物种多样性丰富而得以幸存并利用劫后空出的生态位重新繁盛，因而为之后新生代的陆生植物相和动物相奠定了基础。
早在这一概念出现之前，古生物学界就已广泛接受，恐龙的许多新科产生于白垩纪中到晚期，包括鴨嘴龍科、角龍亞目、甲龍科、厚頭龍亞目、鯊齒龍科、傷齒龍科、馳龍科以及似鳥龍類。然而，Lloyd等人2008年发表的一篇新论文指出，此期间恐龙显著的「新的多样化」，系由于化石记录的取樣偏誤，以及白垩纪时代的沉积物比更早的三叠纪或侏罗纪的沉积物保存得更好。遗传学证据表明，在KTR期间，竹节虫目昆虫经历了大规模辐射演化，这可能是为了应对同时期的反鸟类等视觉性捕食者的辐射演化。